# Eupithecia jefrenata
Eupithecia jefrenata är en fjärilsart som beskrevs av Schütze 1959. Eupithecia jefrenata ingår i släktet Eupithecia och familjen mätare. Inga underarter finns listade i Catalogue of Life.